# Verzorgingsplaats Sebino
De Verzorgingsplaats Sebino is een verzorgingsplaats in Italië langs de A4 bij de plaats Erbusco
De verzorgingsplaats is in 1962 geopend onder de naam Erbusco en ligt ongeveer halverwege Bergamo en Brescia. Het grootste deel van de A4 is gebouwd in het interbellum en het wegvak tussen Bergamo en Brescia werd geopend in 1931. De weg was toen 8 meter breed met twee rijstroken en inhaalzones. Door de toename van het verkeer in de jaren 50 werd besloten tot ombouw van de A4 tot een autosnelweg met gescheiden rijbanen. Hierbij werden ook twee nieuwe concessies voor wegrestaurants langs het westelijke deel van de A4 uitgegeven, één halverwege Turijn en Milaan en één halverwege Bergamo en Brescia. Pavesi kreeg de concessie bij Erbusco terwijl concurrent Motta de andere kreeg. Pavesi had al twee concessies langs de A4 en liet daar de bestaande filialen vervangen door een brugrestaurant en ook de nieuwe locaties zouden als brugrestaurant worden uitgevoerd. Voor Erbusco koos Pavesi niet voor een kopie van Novara maar voor een nieuw ontwerp met een slanke brug met magazijnruimtes bij de toegangen op de beganegrond. In 1972 werd de verzorgingsplaats genoemd naar het Iseomeer, dat ongeveer 6 km noordelijker ligt, en heet sindsdien Sebino. De beide concurrenten zijn sinds 1977 onderdeel van Autogrill.